# Monumento nacional de Yacimientos de Fósiles de Ágata
El monumento nacional de Yacimientos de Fósiles de Ágata (en inglés, Agate Fossil Beds National Monument, que significa monumento lechos de fósiles de ágata) es un monumento nacional de los Estados Unidos localizado al noroeste de Nebraska, en Harrison, frente al río Niobrara. La zona alberga yacimientos naturales de un grupo de animales extintos, que aparecen como un banco sedimentario de una antigüedad de 20 millones de años, que aloja los restos de mamíferos prehistóricos.
Fue establecido el 5 de junio de 1965 por el Congreso de los EE. UU. y protege una superficie de 12,36 km². Es administrado por el Servicio de Parques Nacionales (NPS).

## Historia

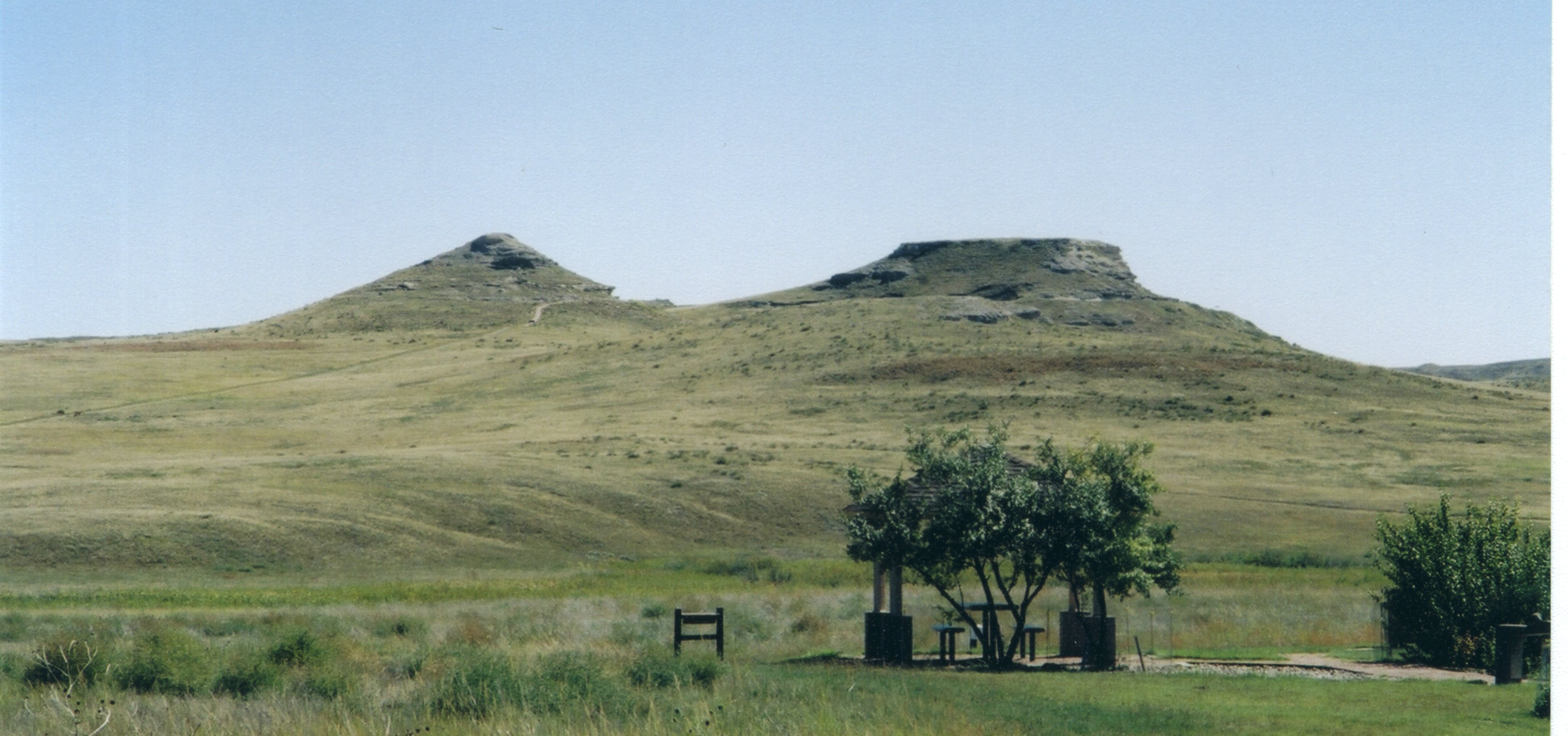
Monumento Nacional de Yacimientos de Fósiles de Ágata. Colina de la Universidad (izquierda) y Colina de Carnegie (derecha).

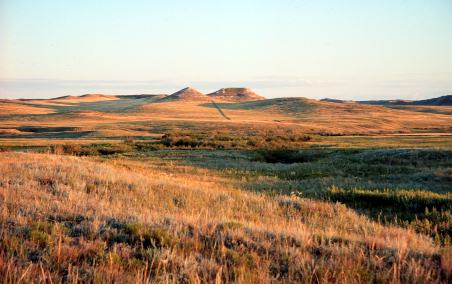
Otra vista del monumento.

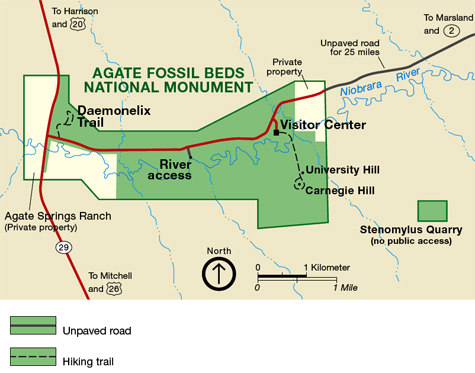
Mapa del monumento.

Fue descubierto cerca de 1878, tomando su nombre por la proximidad que guarda con las formaciones rocosas que contienen ágatas. Es monumento nacional desde 1965, ocupando un área de 918 hectáreas.
Es un lugar muy conocido debido a la cantidad de fósiles extraídos que datan del Micoceno, los cuales tienen una alta calidad de preservación. La mayoría fueron encontrados en la Colina de Carnegie y de la Universidad. Entre estos fósiles, se encuentra Miohippus. 